# Pico Warburton
El Pico Warburton (en inglés: Warburton Peak) es un pico de 1090 m s. n. m. ubicado a unos 4,8 kilómetros al noreste de la bahía Wilson en el oeste de Georgia del Sur, un territorio ubicado en el océano Atlántico Sur, cuya soberanía está en disputa entre el Reino Unido el cual las administra como «Territorio Británico de Ultramar de las islas Georgias del Sur y Sandwich del Sur», y la República Argentina que las integra al Departamento Islas del Atlántico Sur, dentro de la Provincia de Tierra del Fuego, Antártida e Islas del Atlántico Sur.
Fue examinado por la South Georgia Survey (SGS) en el período 1951-1957, y recibió el nombre de Keith Warburton, quien se desempeñó como médico de la expedición de 1953-1954 del SGS pero fue dado de baja por invalidez poco después de que llegó a la isla. Acompañó a la SGS de nuevo en la campaña 1955/56 como segundo al mando, oficial médico y alpinista.